# Kanton Saint-Amans-des-Cots
Der Kanton Saint-Amans-des-Cots war bis 2015 ein französischer Wahlkreis im Département Aveyron und in der Region Midi-Pyrénées. Er umfasste sechs Gemeinden im Arrondissement Rodez; sein Hauptort (frz.: chef-lieu) war Saint-Amans-des-Cots. Die landesweiten Änderungen in der Zusammensetzung der Kantone brachten im März 2015 seine Auflösung. Vertreter im conseil général des Départements war zuletzt von 2004 bis 2015 René Lavastrou.

## Gemeinden
| Gemeinde                      | Einwohner Jahr | Fläche km² | Bevölkerungsdichte | Code INSEE | Postleitzahl |
| ----------------------------- | -------------- | ---------- | ------------------ | ---------- | ------------ |
| Campouriez                    | 359 (2013)     | 18,4       | 20 Einw./km²       | 12048      | 12140, 12460 |
| Florentin-la-Capelle          | 301 (2013)     | 36,8       | 8 Einw./km²        | 12103      | 12140        |
| Huparlac                      | 240 (2013)     | 24,7       | 10 Einw./km²       | 12116      | 12460        |
| Montézic                      | 259 (2013)     | 18,9       | 14 Einw./km²       | 12151      | 12460        |
| Saint-Amans-des-Cots          | 760 (2013)     | 41,5       | 18 Einw./km²       | 12209      | 12460        |
| Saint-Symphorien-de-Thénières | 230 (2013)     | 31,6       | 7 Einw./km²        | 12250      | 12460        |